# Boranamane, Sakleshpur
Boranamane là một làng thuộc tehsil Sakleshpur, huyện Hassan, bang Karnataka, Ấn Độ.